# Orlogsmuseet
Orlogsmuseet var Danmarks flådehistoriske museum. Det lå på Christianshavn i København i Søkvæsthuset – Overgaden oven Vandet 58. Museets behandlede den danske flådes historie, udvikling og udfordringer helt fra oprettelsen i begyndelsen af 1500-tallet.
Søværnets historie fortaltes blandt andet ved hjælp af museets store samling af skibsmodeller og andre modeller med relation til Danmarks søkrigshistorie. Herudover formidledes historien med store tableauer af ikoniske søslag i dansk krigshistorie blandt andet Søslaget i Køge Bugt 1. juli 1677 og Slaget på Reden 2. april 1801. Endelig fandtes der en model i fuld størrelse af styrehuset fra en missiltorpedobåd af Willemoesklassen samt et interiør fra en Ubåd af Narhvalklassen.
I museets kælder var der et specielt børnemuseum, hvor børnene kunne få en fornemmelse af, hvordan livet på et orlogsskib formede sig, og museets skoletjeneste havde tilbud til alle klassetrin.
I 2004 blev Orlogsmuseet lagt sammen med Tøjhusmuseet på Slotsholmen. De blev sammen med Museumsskibene på Holmen til Statens Forsvarshistoriske Museum. 1. januar 2014 blev Orlogsmuseet, Tøjhusmuseet og Museumsskibene på Holmen en del af Nationalmuseet. 1. januar 2016 blev Orlogsmuseet nedlagt som et selvstændigt museum, hvorefter dets samlinger blev overført til Tøjhusmuseet (fra 2018 Krigsmuseet).

## Historie
Orlogsmuseets samlinger førte et omtumlet liv. De tidligste samlinger var dele af det kongelige modelkammer, den historiske modelsamling. Den kan dateres til 1600-tallet, hvor man begyndte at bygge detaljerede modeller af skibe eller detaljemodeller af vigtige dele og tilbehør. I 1773 opstilledes samlingen på Gammelholm i København. I 1862 genopstilles den efter branden i 1795 og overfaldet af englænderne i 1807. I 1880’erne genopstod interessen for skibsmodeller, nye som ældre. Derfor blev der bygget et hus til samlingen på Holmen i 1894. I 1940 evakueredes den af frygt for, at den ville gå til ved et tysk angreb på flådestationen, og da besættelsen ophørte, var huset på Holmen benyttet til andre formål.
Orlogsmuseet blev oprettet som et selvstændigt museum i 1957 på foranledning af chefen for Søværnet, viceadmiral A.H. Vedel. Nu fik museet et midlertidigt udstillingsrum i Skt. Nikolai kirkebygning i København med genstande udlånt fra Søværnet.
I 1974 åbnede en filial på Valdemar Slot på Tåsinge med primært fokus på den danske søheltNiels Juel, som ejede Valdemar Slot i midten af 1600-tallet. I 1978 blev udstillingslokalet i Skt. Nikolai lukket, og udstillingen blev flyttet til bygningen på Quintii Lynette i København. I 1984 stilles Søkvæsthusets Bådsmandstrædefløj til rådighed for museet. Det tog nogle år at indrette bygningen, og udstillingen åbnede først den 4. oktober 1989 på årsdagen for Slaget i Køge Bugt 1710. Filialmuseet på Valdemar Slot lukkede i 1985.
I 2004 blev Orlogsmuseet lagt sammen med Tøjhusmuseet. De to museer blev til Statens Forsvarshistoriske Museum. I praksis var der tale om to fysisk adskilte museer, idet Tøjhusmuseet med fokus på hæren lå i det gamle tøjhus på Slotsholmen. Statens Forsvarshistoriske Museum blev nedlagt 1. januar 2014, hvorefter de to museer blev underlagt Nationalmuseet. Året efter besluttede Nationalmuseet at lukke Orlogsmuseet som et selvstændigt museum pr. 1. januar 2016. Dets samlinger blev flyttet til Tøjhusmuseet i 2016 for at formidle sammenhængen mellem søkrig og landkrig. Tøjhusmuseet skiftede navn til Krigsmuseet i juli 2018.

## Museets samlinger
Kernen i Orlogsmuseets samlinger var den unikke historiske modelsamling, som dateres til slutningen af 1600-tallet. Den ældste riggede skibsmodel i museets var modellen af et unavngivet skib med en buste på agterspejlet, som ligner den dansk-norske søhelt Niels Juel. Modellen dateres til midten af 1660’erne.
Samlingen bestod af flere hundrede store og små modeller alt fra fuldriggede modeller af linjeskibe over modelhavne til detaljerede modeller af klipper. Alle modellerne var smukt og unikt håndværk med en enorm detaljerigdom. Modellerne blev brugt som ”konstruktionstegninger” og blev bygget i nøjagtig skala.
Desuden havde museet flere modeller af nyere orlogsskibe (heriblandt en model af et fleksibelt støtteskib af Absalon-klassen) og samlinger af en stor mængde våben, uniformer, navigationsudstyr og værktøj til skibsbygning og -reparation. Og der var marinemalerier af Christian Mølsted, T.E. Lønning, Anton Melbye, Søren Brunoe og tegninger af C.W. Eckersberg, der formidlede Orlogsflådens historie.
I skoleferierne var der fægteshow og anden optræden i museets kanonkælder eller på legepladsen. Museet havde en skoletjeneste med maritime forløb for alle klasser. Endelig var der et stort legerum/børnemuseum i museets kælder. Her kunne børn i alle aldre lege på den store skibsmodel, lade kanoner og lære en masse om strabadserne til søs i 1700-tallet.